# Белов, Владимир Андреевич
Владимир Андреевич Белов (1923—1997) — советский и российский художник, мастер лаковой миниатюры и иконописец.. 
Член Союза художников СССР с 1966 года. Заслуженный художник РСФСР (1968).

## Биография
Родился 3 сентября 1923 года в посёлке Южа Иваново-Вознесенской губернии, ныне — город в Ивановской области.
После окончания в 1938 году семилетки, решил поступать в Ивановское художественное училище, однако попытка была неудачной. Продолжил учёбу в школе и в 1940 году окончил девять классов; одновременно занимался рисованием в клубном кружке ИЗО. В 1940 году устроился в Холуйскую художественную артель, учился у мастера К. В. Костерина. Не получив систематического художественного образования, учился с 1943 года методом «подсадничества» у Мокина С. А. — основоположника холуйской лаковой миниатюры.
В. А. Белов развивал декоративную холуйскую миниатюру, работал в различных тематиках: исторические сюжеты, сказки и былины, космическая тема; уделял внимание уделял работе над декоративными панно. Его панно «Вещий Олег» (1967) получило Большую Золотую медаль Пловдивской международной ярмарки в 1969 году, а панно «Жар-птица» (1965) стала символом искусства Холуя. Работы Белова были представлены на Всемирной выставке в Брюсселе и на выставке ЭКСПО-67 в Монреале.
Своими знаниями и опытом Владимир Андреевич делился со своими учениками: преподавал композицию в профтехшколе в 1953—1958 и в 1960—1961 годах. С 1970 года он руководил экспериментальной творческой группой молодых художников на фабрике.
Умер 7 мая 1997 года. Был похоронен в Южском районе на Центральном Борковском кладбище недалеко от села Холуй.
Заслуженный художник РСФС (22.11.1968), награждён орденом Ленина (1966).